# مدينة الكسالى
مدينة الكسالى (بالإنجليزية: LazyTown)‏ هو برنامج تعليمي وموسيقي وكوميديا تم أنتاجه في آيسلندا بواسطة طاقم ممثلين من آيسلندا والولايات المتحدة والمملكة المتحدة. القصة مأخوذة من كتاب للأطفال بعنوان الذهاب إلى مدينة الكسالى من تأليف الكاتب ماغنوس سكيفينغ.
في العالم العربي تم عرض البرنامج لأول مرة مدبلجًا على قناة كرتون نتورك بالعربية في عام 2012، في الفقرة الصباحية كارتونيتو وأيضا تم عرض البرنامج على قناة أجيال وإم بي سي 3

## القصة
تبدأ القصة بمجيء ستيفاني (Stephanie) إلى بلدة «لايزي تاون» لقضاء الصيف عند عمها، وخلال العطلة تتعرف إلى أطفال «لايزي تاون» وهم زيغي (Ziggy)، تريكسي (Trixie)، ستنجي (Stingy)، وبكسل (Pixel) وكذالك بطل «لايزي تاون» سبورتاكس (Sportacus). ستيفاني تشجع الأطفال على أن يكونوا نشطين، ولكن روبي روتن (Robbie Rotten) الشرير لا يحب أن تكون البلدة نشيطة، ودائمًا ما يخطط على فساد أطفال البلدة بالكسل.

## الشخصيات
تتعدد شخصيات البرنامج ما بين البشر والدمى.

### البشر
- سبورتاكس
  - الممثل: ماغنوس سكيفينغ
  - المدبلج العربي: حسان حمدان، رنا الرفاعي (في دور سبورتاكس الصغير)
- ستيفني
  - الممثلة: جولينا روز (في موسمين الأول والثاني)، جلو لانغ (في موسم الثالث)
  - المدبلجة العربية: ألين سعادة، غناء نسرين مسعود (في موسم الثالث) وسيلينا شويري في الموسم الرابع والخامس
- روبي روتن
  - الممثل: ستيفان كارل ستيفانسون
  - المدبلج العربي: فؤاد شمص

### الدمى
- زيغي
  - المحرك ومؤدي الصوت: Guðmundur Þór Kárason
  - المدبلج العربي: حسان حمدان
- ستينجي
  - المحرك ومؤدي الصوت: Jodi Eichelberger
  - المدبلج العربي: إبراهيم ماضي
- تريكسي
  - المحركة ومؤدية الصوت: Sarah Burgess
  - المدبلجة العربية: جيهان ملا
- بكسل
  - المحرك: Ron Binion
  - مؤدي الصوت: Kobie Powell
  - المدبلج العربي: ريتشارد يني
- العمدة مينزويل
  - المحرك ومؤدي الصوت: David Matthew Feldman
  - المدبلج العربي: سمير معلوف
- الآنسة بيزيبودي
  - المحركة ومؤدية الصوت: Julie Westwood
  - المدبلجة العربية: جيهان ملا

## روابط خارجية
- الموقع الرسمي
- مدينة الكسالى على موقع IMDb (الإنجليزية)
- مدينة الكسالى على موقع ميتاكريتيك (الإنجليزية)
- مدينة الكسالى على موقع روتن توميتوز (الإنجليزية)
- مدينة الكسالى على موقع ديسكوغز (الإنجليزية)
- مدينة الكسالى على موقع كينوبويسك (الروسية)
- مدينة الكسالى على موقع ألو سيني (الفرنسية)
- مدينة الكسالى على موقع قاعدة بيانات الفيلم (الإنجليزية)